# Reporters (série télévisée)
Pour les articles homonymes, voir Reporters.
Reporters est une série télévisée française créée par Olivier Kohn et diffusée du 8 mai 2007 au 16 juin 2009 sur Canal+.
Les arches scénaristiques ont été conçues par Olivier Kohn et Alban Guitteny.

## Historique
Reporters est la troisième série dramatique initiée par Canal+ après Engrenages et Mafiosa, le clan. 
La saison 1 remporte le FIPA d'or du Meilleur scénario, catégorie « Séries et feuilletons », en janvier 2007. Elle est diffusée en mai-juin 2007 et sort en DVD dans la foulée. Elle convainc suffisamment pour que Canal+ commande une deuxième saison, diffusée en mai-juin 2009.

## Synopsis
Cette série traite des coulisses du journalisme à travers le quotidien de deux rédactions : TV2F, une chaîne hertzienne publique et 24 Heures dans le monde, un quotidien national du matin.
Saison 1 : Le journal, 24 Heures dans le monde, est en train d’être racheté par un grand groupe. La chaîne, TV2F, cherche à gratter de l’audience à la chaîne privée concurrente. Dans ce contexte tendu, un journaliste d’investigation remonte la filière d’un trafic d’armes, un fait-diversier explore les recoins de l’âme humaine, une journaliste politique retrouve un ancien amant devenu conseiller au Ministère de l’Intérieur, une jeune débutante découvre que l’ambition a un prix…
Saison 2 : Tout commence par un bus qui explose au Moyen-Orient et se termine par la fermeture d'une usine en Normandie. Au centre de l’histoire, un marché qui se compte en milliards de dollars. Il y a un général français terrassé par un mystérieux malaise cardiaque… Un proche conseiller du Premier Ministre mystérieusement suicidé… Un officier de la CIA en mission secrète en France… L’économie est aussi une guerre, et cette guerre fait des morts. C’est ce que vont découvrir nos journalistes.

## Fiche technique
- Producteurs : Hervé Chabalier, Claude Chelli
- Réalisateurs : Saison 1 : Suzanne Fenn & Ivan Strasburg (ép. 1 à 4), Gilles Bannier (ép. 5 à 8). Saison 2 : Gilles Bannier (ép. 1 à 5), Jean-Marc Brondolo (ép. 6 à 10).
- Scénaristes : Saison 1 : Arches et scénarios : Olivier Kohn, Alban Guitteny, Séverine Bosschem, Jean-Luc Estèbe. Saison 2 : Arches : Olivier Kohn et Alban Guitteny ; scénarios : Olivier Kohn, Alban Guitteny, Sorj Chalandon, Jean-Luc Estèbe, Martine Moriconi, Gaëlle Macé.
- Société de production : Capa Drama

## Distribution

### Acteurs principaux
- Anne Coesens : Florence Daumal
- Jérôme Robart : Thomas Schneider
- Patrick Bouchitey : Michel Cayatte
- Aïssatou Diop : Elsa Cayatte
- Christine Boisson : Catherine Alfonsi
- Jérôme Bertin : Alain Massart
- Didier Bezace : Albert Lehman (saison 1)
- Grégori Derangère : Alexandre Marchand (saison 2)
- Michel Bompoil : Serge Attal (saison 2)

### Acteurs récurrents
- Cylia Malki : Nadia Slimani
- Robert Plagnol : Christian Janssen
- François Caron : Jacques Barlier
- Jean-Claude Dauphin : Laurent Dewilder
- Jean-Pierre Andréani : Pierre Leroy
- Pierre Berriau : Tessier

Saison 1
- Élodie Navarre : Sophie Kozinski
- Olivier Rabourdin : Paul Guérin
- Caroline Ducey : Marie Montheil
- Alain Libolt : Kaplan
- Olivier Pajot : Régis Cazeneuve
- Miglen Mirtchev : Vadim Jablovski

Saison 2
- Marianne Denicourt : Marie Clément
- Philippe du Janerand : Me Bréaud-Scarron
- Thierry Levaret : Thierry Augé
- Valérie Karsenti : la juge Delassagne
- Ève Chems de Brouwer : Nora Marchand
- Jean-Paul Bordes : Boussereau
- Scali Delpeyrat : Régis Meyer

### Acteurs invités
Saison 1
- Eriq Ebouaney : Diallo
- Swann Arlaud : le monteur
- Anaïs Demoustier : Morgane
- Sabrina Ouazani : Assia
- Jean-Yves Chatelais : Blaise
- Vincent Nemeth : Me Messmer
- Anne Loiret : la juge Colomba
- Arnaud Bedouët : Pascal Andrieux
- Luc-Antoine Diquéro : Mangin
- Stéphan Wojtowicz : Marc Fontenelle
- Pascal Demolon : Jérôme Fontenelle
- Pascal Nzonzi : Lucien Mamba
- François Loriquet : le député Le Bihan

Saison 2
- Vincent Deniard : Guillaume Marchand
- Daniel Kamwa : le docteur Jalawi
- Monique Martial : Elisabeth Marchand
- Éric Frey : Patrick Joubert
- Thierry Gibault : Vargnier
- Éric Naggar : le procureur de la République
- Rüdiger Vogler : Rüdiger Buchler
- François Dunoyer : le nouveau président de TV2F

## Épisodes
- La première saison diffusée en 2007 contient 8 épisodes.
- La deuxième saison diffusée en 2009 contient 10 épisodes.

## Echos avec l'actualité
Les histoires racontées dans Reporters se sont à plusieurs reprises révélées très proches de réalités survenant après l’écriture ou même après la diffusion. L’exemple le plus emblématique est celui de l’attentat de Karachi. Quelques jours après la fin de la diffusion de la seconde saison, on apprenait en effet que cet attentat qu’on croyait jusque-là d’origine islamiste pourrait avoir une autre explication. Les scénaristes n’avaient pas connaissance de cette hypothèse.

## Produits dérivés

### DVD
- Reporters : saison 1 (25 juin 2007) (ASIN B000NVL4GU)
- Reporters : saison 2 (23 juin 2009) (ASIN B001W2YYIE)